# XXX edició de la Mostra de València
La XXX edició de la Mostra de València, coneguda oficialment com a XXX Mostra de València - Cinema del Mediterrani, va tenir lloc entre el 16 i el 24 d'octubre de 2009 a València. Joan Piquer i Simón fou destituït com a director el març de 2009 i substituït per Salomón Castiel, antic director del Festival de Màlaga, gestió que no va estar exempta de polèmica.

## Desenvolupament
Les projeccions es fan al Teatre Olympia, a l'IVAM, Cinestudio D'Or, a l'Institut Francès de València, als Cines Aqua i a Bancaixa. Es van projectar un total de 158 pel·lícules, de les que només tres no són de països mediterranis: 12 a la secció oficial, 10 en l'homenatge a Luis García Berlanga, 7 a la secció "Coetáneos de Berlanga", 19 en l'homenatge a Giuseppe Tornatore, 7 a la secció "Un mar de risas", 9 a la secció "Fantastic Factory", 10 a la secció país convidat (Marroc), 5 a "el cine de los exiliados" (70è aniversari de la guerra civil espanyola), 2 a l'Especial Documental, 8 a la secció "Alrededor de Medianoche", 5 a la secció Ciudad de la Luz i 65 de la Mostra Cinema Valencià. El cartell d'aquesta edició seria fet per Francis Montesinos i el pressupost fou de 1.828.324 euros.
Dies abans de la inauguració es va plantar una falla en honor de Luis García Berlanga dissenyada per Guillermina Royo-Villanova i elaborada per Latorre i Sanz. La gala d'inauguració va tenir lloc al Teatre Olympia. Fou presentada per Félix Gómez i Manuela Velasco, i s'hi va entregar el premi Talent Mediterrani a Verónica Sánchez. Després es va projectar la pel·lícula Nacidas para sufrir de Miguel Albaladejo. La gala de clausura fou presentada per Mapi Galán i Eduardo Velasco i s'hi va retre homenatge al director italià Giuseppe Tornatore.

## Pel·lícules exhibides

### Secció oficial
- Harragas de Merzak Allouache
- Ibrahim Labyad de Marwan Hamed
- Slovenka de Damjan Kozole
- Eden à l'ouest de Costa-Gavras
- Fais-moi plaisir ! d'Emmanuel Mouret
- Quelque chose à te dire de Cécile Telerman
- Mikro eglima de Christos Georgiou
- Dan et Aaron/Frères d'Igaal Niddam
- Questione di cuore de Francesca Archibugi
- Come Dio comanda de Gabriele Salvatores
- Ajami de Scandar Copti i Yaron Shani
- Dowaha de Raja Amari

### Homenatges i cicles
Fantastic factory
- Darkness (2002) de Jaume Balagueró
- Beyond Re-Animator (2003) de Brian Yuzna
- Faust: La revenja és a la sang (2000) de Brian Yuzna
- La monja (2005) de Luis de la Madrid
- Romasanta (2004) de Paco Plaza

Cine de los exiliados
- La guerra s'ha acabat (1966) d'Alain Resnais
- Las fuerzas vivas (1975) de Luis Alcoriza de la Vega
- Viridiana (1961) de Luis Buñuel
- Hollywood contra Franco (2009) d'Oriol Porta

Espai documental
- La pérdida de Javier Angulo i Enrique Gabriel.

Coetanis de Berlanga
- Miracle a Milà (1951) de Vittorio de Sica
- I soliti ignoti (1958) de Mario Monicelli
- El pisito (1959) de Marco Ferreri
- Divorci a la italiana (1961) de Pietro Germi
- Il sorpasso (1962) de Dino Risi
- I compagni (1963) de Mario Monicelli
- Perfum de dona (1974) de Dino Risi

## Jurat
Fou nomenat president del jurat el director argentí Enrique Gabriel i la resta del tribunal va estar format pel crític de cinema francès Michel Demopoulos, l'actriu hispanomarroquí Farah Hamed, la directora francesa Marie Noëlle, el director sirià Ossama Mohammed, i el director italià Maurizio Sciarra.

## Premis
- Palmera d'Or (40.000 euros): Harragas de Merzak Allouache [10][11]
- Palmera de Plata (25.000 euros): Ajami de Scandar Copti i Yaron Shani
- Palmera de Bronze (10.000 euros): Deserta
- Premi Pierre Kast al millor guió: Francesca Archibugi per Questione di cuore de Francesca Archibugi
- Premi especial del Jurat: Eden à l'ouest de Costa-Gavras
- Premi al millor director: Scandar Copti i Yaron Shani per Ajami
- Premi a la millor interpretació femenina: Nina Ivanišin per Slovenka de Damjan Kozole
- Premi a la millor interpretació masculina: Kim Rossi Stuart per Questione di cuore de Francesca Archibugi
- Premi a la millor fotografia: Renato Berta per Dowaha de Raja Amari
- Premi a la millor banda sonora: David Hadjadj per Harragas de Merzak Allouache
- Premi del Public (18.000 euros): Dan et Aaron/Frères d'Igaal Niddam
- Premi al millor llargmetratge de Mostra Cinema Valencià (30.000 euros): Amanecer de un sueño de Freddy Mas Franqueza[12]
- Millor interpretació masculina Mostra Cinema Valencià: Héctor Alterio per Amanecer de un sueño de Freddy Mas Franqueza
- Millor interpretació femenina Mostra Cinema Valencià: Ruth Gabriel per Malamuerte
- Millor guió de Mostra Cinema Valencià: Mercedes Carrillo i David Esteban per Entre esquelas
- Premi al millor telefilm de Mostra Cinema Valencià (20.000 euros): Asunto Reiner de Carlos Pérez Ferré
- Premi al millor sèrie de Mostra Cinema Valencià (15.000 euros): Vull ser de David Molina i Eva Vizcarra
- Premi al millor documental de Mostra Cinema Valencià (10.000 euros): Temps d'aigua de Miguel Ángel Baixauli
- Premi al millor documental televisiu: Un hombre de esencia d'Alberto Gónzalez Lorente
- Millor direcció de Mostra Cinema Valencià: Vicente Pérez Herrero per Malamuerte
- Millor música Mostra Cinema Valencià: Luis Ivars per Entre esquelas
- Millor fotografia de Mostra Cinema Valencià: Federico Ribes Ponsoda per Malamuerte
- Premi al millor curt de 35 mm de Mostra Cinema Valencià (10.000 euros): Ana desitja d'Ignacio Roldós Madrid
- Premi al millor curt en vídeo de Mostra Cinema Valencià (5.000 euros): Un papel a la medida d'Enrique Vasalo Martínez.
- Menció Especial del Jurat: Operación Kobra de Carlos Palau